# Jim Miller
James Andrew Miller (født 30 august 1983 i Sparta Township, New Jersey i USA), er en amerikansk MMA-udøver som siden 2008 har konkurreret i organisationen Ultimate Fighting Championship (UFC). Han har på nuværende tidspunkt rekorden over flest sejre i UFC's letvægtsklasse og er lille bror til tidligere UFC-kæmper Dan Miller.

## Tidlige liv
Født og opvokset i Sparta Township, New Jersey og som den yngste af 3 brødre konkurrerede Miller i brydning i high school på Sparta High School, såvel som et års college-brydning på Virginia Tech. Miller havde oprindeligt ikke tænkt sig at bryde på Virginia Tech, men hans længsel efter at konkurrere voksede og han begyndte, derfor senere på året. Men Miller fortsatte ikke med at bryde for universitet på grund af "uenigheder" med sine trænere og programmet. Han har sort bælte i Brasiliansk Jiu-jitsu under Jamie Cruz. Miller begyndte at træne MMA i 2005, da han begyndte på Planet Jiu Jitsu i Sparta, New Jersey med sin bror Dan Miller.

## MMA-karriere

### Tidlige karriere
Miller fik sin første professionelle kamp den 19. november, 2005 mod Eddie Fyvie på Reality Fighting 10. Miller styrede kampen og vandt via enstemmig afgørelse. Miller fik 2 yderligere sejre i organisationen mod Kevin Roddy og Joe Andujar, begge via submission i 1. omgang. De hurtige sejre gav Miller en titel-chance hvor han kæmpede mod Muhsin Corbbrey for Reality Fighting-letvægts-titlen. Miller fik Corrbrey ned på gulvet i 2. omgang og overfaldt ham før han sikrede sig en armbar-submission sejr. I sit første titelforsvar, mødte Miller den fremtidige UFC-letvægts-mester Frankie Edgar på Reality Fighting 14. Edgar styrede kampen, men Miller forsøgte sig med en guillotine-submission i sidste omgang. Edgar klarede sig igennem kvælertaget og vandt via enstemmig afgørelse.

### Ultimate Fighting Championship
Jim og hans bror Dan skrev kontrakt med UFC i juli 2008. Miller fik sin debut på UFC 89 hvor han besejrede David Baron via rear-naked choke-submission i 3. omgang.
Miller var herefter sent erstatning for Frankie Edgar mod Matt Wiman på UFC: Fight for the Troops. Miller dominerede Wiman i 3. omgang og vandt via enstemmig afgørelse (30-27, 30-27, 30-26).
På UFC 100, vandt Miller en blodig ensidet enstemmig afgørelse over TUF-vinderen Mac Danzig.
Miller skulle have mødt Thiago Tavares den 19. september, 2009 på UFC 103, men Tavares var tvunget til at melde afbud på grund af en knæskade under træning. UFC-nykommeren Steve Lopez trådte ind som reserve for Tavares. Begge kæmpere udvekslede slag i en lige kamp, men Miller vandt efter at Lopez skadede sin skulder i 2. omgang.
Miller mødte det stærke håb Charles Oliveira den 11. december, 2010 at UFC 124. Miller besejrede Oliveira via en kneebar-submission i 1. omgang og udvidede sin sejrsstime til 6 i træk og vandt Submission of the Night-bonusen.
Miller mødte Nate Diaz den 5. maj, 2012 i hovedkampen på UFC on Fox: Diaz vs. Miller. Han tabte kampen via submission, for første gang i sin professionelle karriere, i 2. omgang på grund af et guillotine choke.
Miller mødte Joe Lauzon den 29. december, 2012 på UFC 155, hvor han erstattede Gray Maynard. Han vandt kampen via enstemmig afgørelse, og begge kæmpere fik Fight of the Night-prisen for deres optræden. Sejren gav også Miller flest sejre i UFC's letvægts-historie.
Miller mødte Donald Cerrone den 16. juli, 2014 i hovedampen på UFC Fight Night: Cerrone vs. Miller. Efter en lige kamp i 1. omgang, blev Miller besjeret via knockout i 2. omgang.
Miller mødte Diego Sanchez den 5. marts, 2016 på UFC 196. Han tabte kampen via enstemmig afgørelse.
Miller mødte herefter Takanori Gomi den 9. juli, 2016 på UFC 200. Han vandt kampen via TKO i 1. omgang.
Efter ikke at have modtaget nogen som helst form for skade i sin tidligere kamp fik Miller hurtigt en rematch mod Joe Lauzon den 27. august, 2016 på UFC on Fox 21. Han vandt en lige kamp via split decision. The win also earned Miller his fifth Fight of the Night bonus award.
Miller mødte herefter Thiago Alves den 12. november, 2016 på UFC 205. Han vandt kampen via enstemmig afgørelse.
Miller mødte Dustin Poirier 11. februar, 2017 på UFC 208. Han tabte en lige kamp på majority decision. Begge kæmpere fik Fight of the Night-prisen.
Miller mødte Anthony Pettis den 8. juli, 2017 på UFC 213. Han tabte kampen via enstemmig afgørelse.
Miller mødte Francisco Trinaldo den 28. oktober, 2017 på UFC Fight Night: Brunson vs Machida. Han tabte kampen via enstemmig afgørelse.
Miller mødte Dan Hooker den 21. april, 2018 på UFC Fight Night: Barboza vs. Lee. Han tabte kampen via knockout i 1. omgang.

## Privatliv
Jim blev gift 2008. Parret har 4 børn sammen og deres første blev født i juni, 2010. Før deres karriere i MMA, arbejdede Jim og hans bror Dan med kontruktion med deres far.

## Mesterskaber og priser

### MMA
- Ultimate Fighting Championship
  - Fight of the Night (6 gange)
  - Submission of the Night (3 gange
  - Fight of the Year (2012) vs. Joe Lauzon
  - Fleste sejre i UFC's letvægtklasse (16)
- United States Kickboxing Association
  - USKBA Welterweight Championship[33][34]
- Cage Fury Fighting Championships
  - Cage Fury Fighting Championships Lightweight Championship
  - 1 succesfuldt titelforsvar
- Reality Fighting
  - Reality Fighting Lightweight Championship
- Sherdog
  - 2012 All-Violence First Team[35]